# Selo (Selo)
Selo is een bestuurslaag in het regentschap Boyolali van de provincie Midden-Java, Indonesië. Selo telt 2961 inwoners (volkstelling 2010).